# Nationalparks in Angola
In Angola gibt es neun Nationalparks, neben sechs weiteren Naturschutzgebieten (Stand 2019). Zusammen bedecken sie eine Fläche von 162.642 km², was etwa 12,6 % des Staatsgebietes entspricht. Zählt man die 18 Waldschutzgebiete und lokale Schutzzonen hinzu, beträgt die geschützte Fläche in Angola insgesamt 268.850 km² und damit über 21,6 % des Staatsgebietes.
Die Nationalparks in Angola unterstehen der Direcção Nacional de Gestão do Ambiente (dt. etwa „Nationale Verwaltungsdirektion für Umweltfragen“), einer Abteilung des Umweltministeriums (Ministério do Ambiente). Nach einem Abkommen des Umweltministeriums vom 30. Juli 2019 werden die Nationalparks des Landes für einen Zeitraum von 20 Jahren von US-amerikanischen und südafrikanischen Umweltschützern verwaltet.

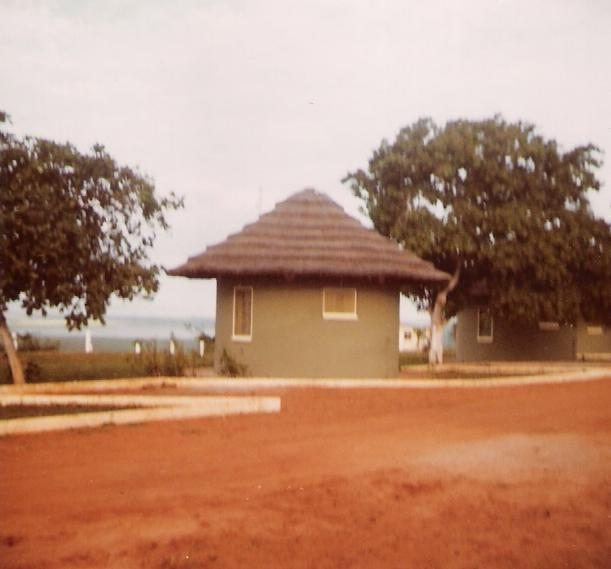
Im Kissama-Nationalpark, 1972

## Geschichte und Entwicklung

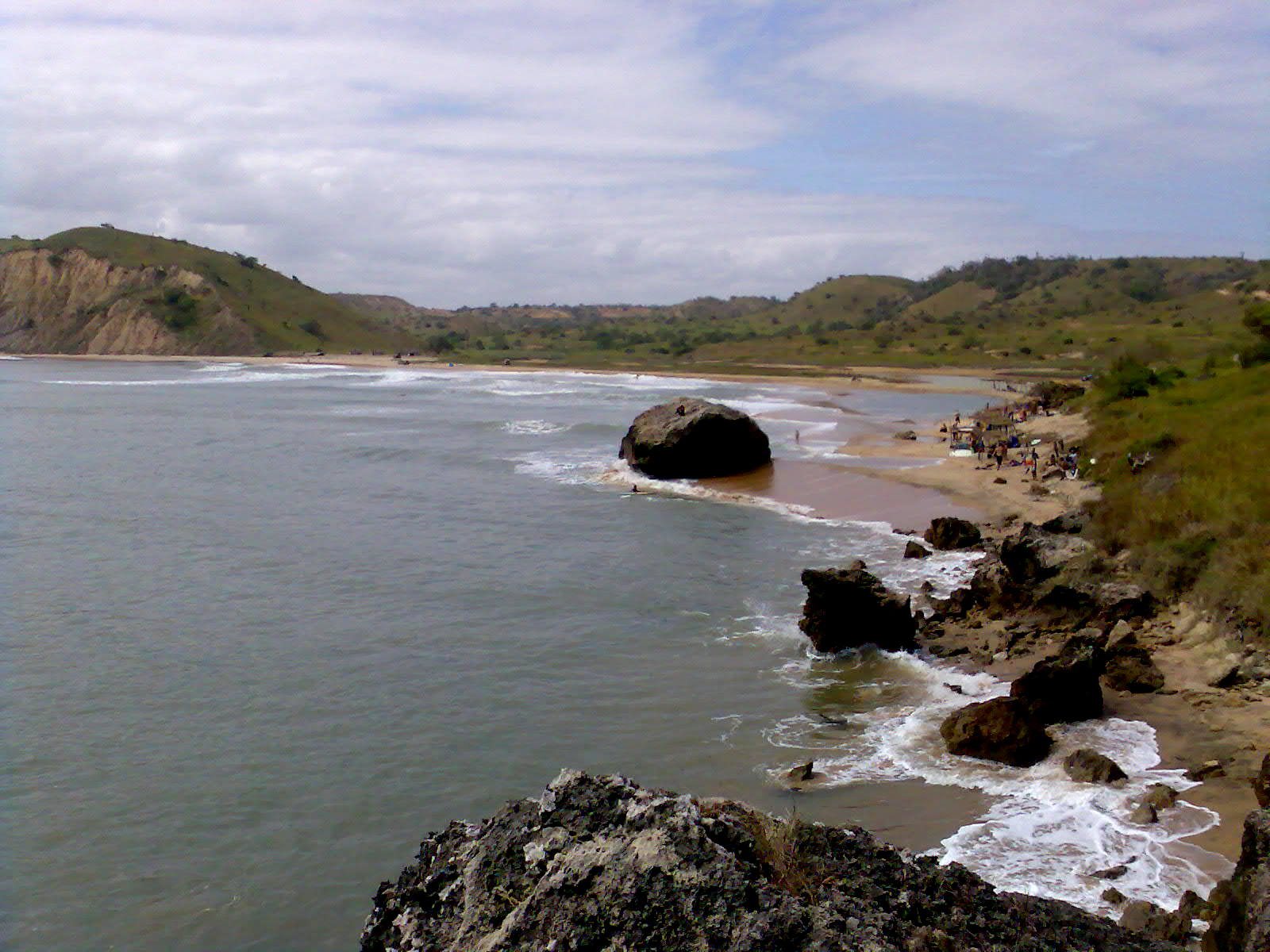
Küste bei Cabo Ledo, im Kissama-Nationalpark

Unter portugiesischer Kolonialverwaltung wurden seit Mitte der 1930er Jahre einige geschützte Jagdreviere eingerichtet, in denen nur mit Genehmigung und zur Jagdsaison Tiere geschossen werden durften und weitere Auflagen existierten, etwa im Baurecht. 1957 wurde aus dem Jagdreservat von Kissama der Kissama-Nationalpark, andere Nationalparks folgten.
Alle diese Gebiete erlitten während des portugiesischen Kolonialkriegs (1961–1975) und insbesondere während des angolanischen Bürgerkriegs (1975–2002) starke Beeinträchtigungen und einige Zerstörungen. Im Kissama-Nationalpark beispielsweise ist der Bestand an Löwen von 450 im Jahr 1950 auf fünf im Jahr 1997 zurückgegangen, und von 1200 Elefanten 1950 lebten 1997 noch 20 dort. Insgesamt gab es in Angola 1977 noch 5000 Elefanten, die späteren Schätzungen auf 12.400 Tiere in den Jahren 1979, 1981 und 1987 sind jedoch unglaubwürdig.
Seit dem Friedensschluss 2002 und den verschiedenen Wiederaufbauprogrammen der Regierung erleben die Schutzgebiete in Angola erneut eine gesteigerte Aufmerksamkeit und Unterstützung, auch internationaler Organisationen. Im Kissama-Nationalpark etwa werden durch das Programm Arca de Noé (dt. „Arche Noah“) mit der Ansiedlung von Tieren aus anderen afrikanischen Ländern die Bestände wieder vergrößert. Auch Angolas größter Nationalpark, der Iona-Nationalpark ganz im Süden des Landes, wird seit 2012 wieder umfassend erneuert, u. a. durch ein 2013 begonnenes und auf sechs Jahre angelegtes Programm, das von der Republik Angola, der EU und den Vereinten Nationen finanziert wird. Der touristische Aspekt gewinnt dabei langsam ebenfalls an Bedeutung.
Das Umweltbewusstsein hat in Angola zuletzt stark zugenommen, mit zunehmender wirtschaftlicher Erholung, aber auch den zunehmenden negativen Auswirkungen etwa der Ölförderung und den Minenbetrieben im Land. So gingen am 28. Januar 2012 anlässlich des nationalen Umweltgedenktages (31. Januar) tausende Menschen in Luanda auf die Straße, um für den Umweltschutz zu demonstrieren. Unter Umweltministerin Maria de Fátima Jardim haben die Aktivitäten im Umweltschutz zudem deutlich zugenommen. In den Provinzen können Kommissionen nun Bedarf an weiteren Schutzzonen ausmachen und anmelden, und die internationale Zusammenarbeit Angolas nimmt deutlich zu, insbesondere mit dem südlichen Nachbarland Namibia. Zu nennen ist dabei die Koordinierung der Aktivitäten im Iona-Nationalpark in Angola und dem Nationalpark Skeleton-Coast in Namibia, die aneinandergrenzen. Im Jahr 2011 wurde das Gesetz zur Schaffung von drei neuen Nationalparks verabschiedet: Mavinga-Nationalpark, Luengue-Luiana-Nationalpark, und Maiombe-Nationalpark. Im Februar 2019 wurde von der staatlichen angolanischen Nachrichtenagentur berichtet, die Fläche der Naturschutzgebiete sei von 82.330 km² auf 162.642 nahezu verdoppelt worden.

## Nationalparks
| Nationalpark                | Portugiesische Bezeichnung        | Kreis(e)                  | Provinz       | Fläche (km²) | Gegründet |
| --------------------------- | --------------------------------- | ------------------------- | ------------- | ------------ | --------- |
| Mavinga-Nationalpark        | Parque Nacional de Mavinga        |                           | Cuando        | 46.072       | 2011      |
| Luengue-Luiana-Nationalpark | Parque Nacional do Luengue-Luiana |                           | Cuando        | 45.610       | 2011      |
| Iona-Nationalpark           | Parque Nacional de lona           | Iona                      | Namibe        | 15.150       | 1937      |
| Cameia-Nationalpark         | Parque Nacional da Cameia         | Cameia, Luena             | Moxico Leste  | 14.450       | 1935      |
| Quiçama-Nationalpark        | Parque Nacional da Quissama       | Quiçama                   | Icolo e Bengo | 9.600        | 1938      |
| Bicuar-Nationalpark         | Parque Nacional do Bicuar         | Matala, Quipungo          | Huíla         | 7.900        | 1938      |
| Mupa-Nationalpark           | Parque Nacional da Mupa           | Cuvelai, Ombadja          | Cunene        | 6.600        | 1938      |
| Maiombe-Nationalpark        | Parque Nacional do Maiombe        | Belize, Buco-Zau, Cacongo | Cabinda       | 1.930        | 2011      |
| Cangandala-Nationalpark     | Parque Nacional da Cangandala     | Cangandala                | Malanje       | 630          | 1963      |

## Weitere Schutzgebiete
Neben den Nationalparks verfügt Angola über sechs weitere, in IUCN-Kategorien eingeordnete Naturschutzgebiete:
- Parque Regional da Cimalavera („Regionalpark Cimalavera“), ein regionaler Naturpark, IUCN-Kategorie: V
- Reserva Natural do Ilhéu dos Pássaros („Naturreservat des Ilhéu dos Pássaros“, einer kleinen Insel unterhalb von Luanda), ein geschlossenes Naturreservat, IUCN-Kategorie: IV
- Reserva do Luando („Reservat von Luando“), ein geschlossenes Naturreservat, IUCN-Kategorie: IV
- Reserva Búfalo („Büffel-Reservat“), ein offenes Naturreservat, IUCN-Kategorie: IV
- Parque Natural Regional do Namibe („Regionaler Naturpark von Namibe“), ein offenes Naturreservat, IUCN-Kategorie: IV
- Reserva Parcial de Mavinga („Parzielles Reservat von Mavinga“), ein offenes Naturreservat, IUCN-Kategorie: IV

Dazu sind 18 Waldgebiete als Schutzflächen (Reservas Florestais) ausgewiesen.
Neben diesen Schutzgebieten und Reservaten existieren kleinere, untergeordnete Schutzbereiche, als lokale Coutadas bezeichnet.